# نطاق الصدأ

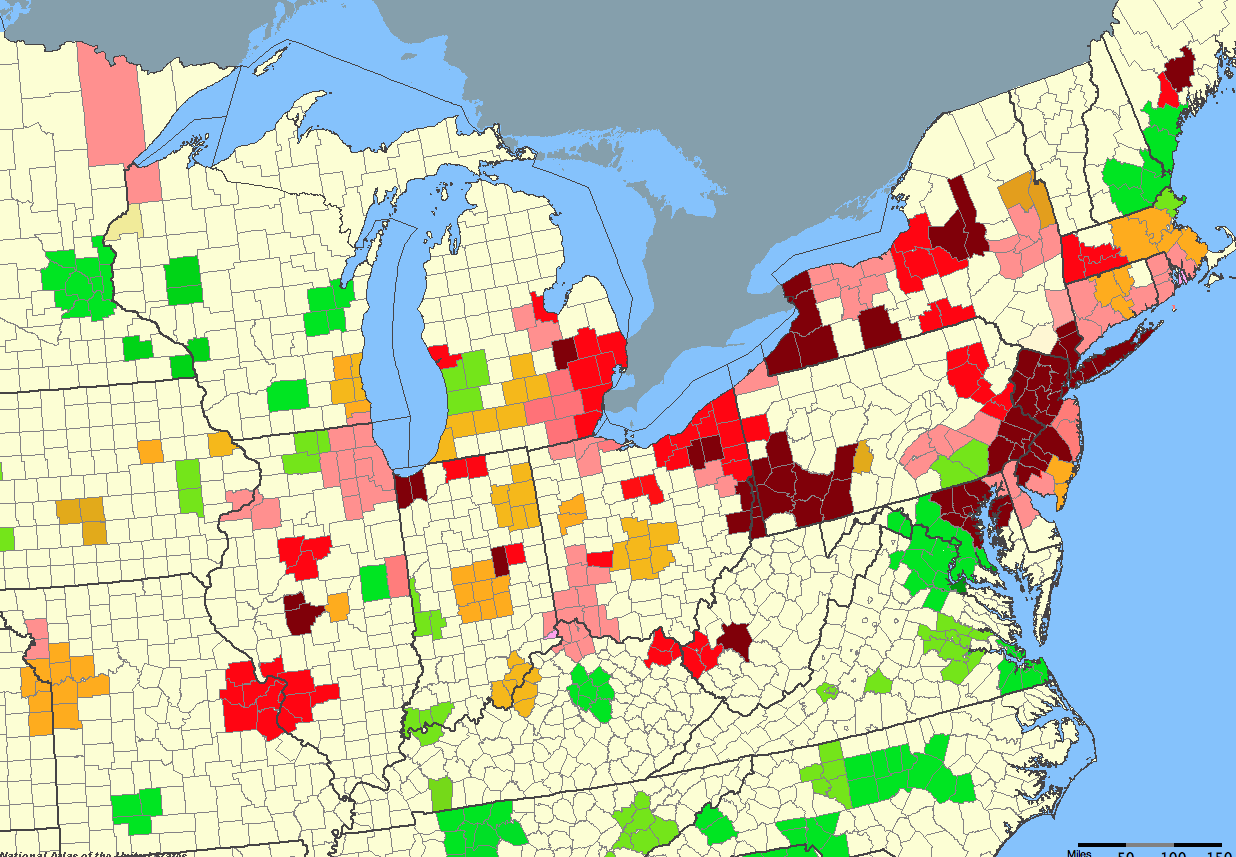
التغير في إجمالي عدد الوظائف في قطاع التصنيع في المناطق الحضرية في الفترة 1954-2002.
ثلاث مناطق حضرية فقدت أكثر من أربعة أخماس من وظائف التصنيع.

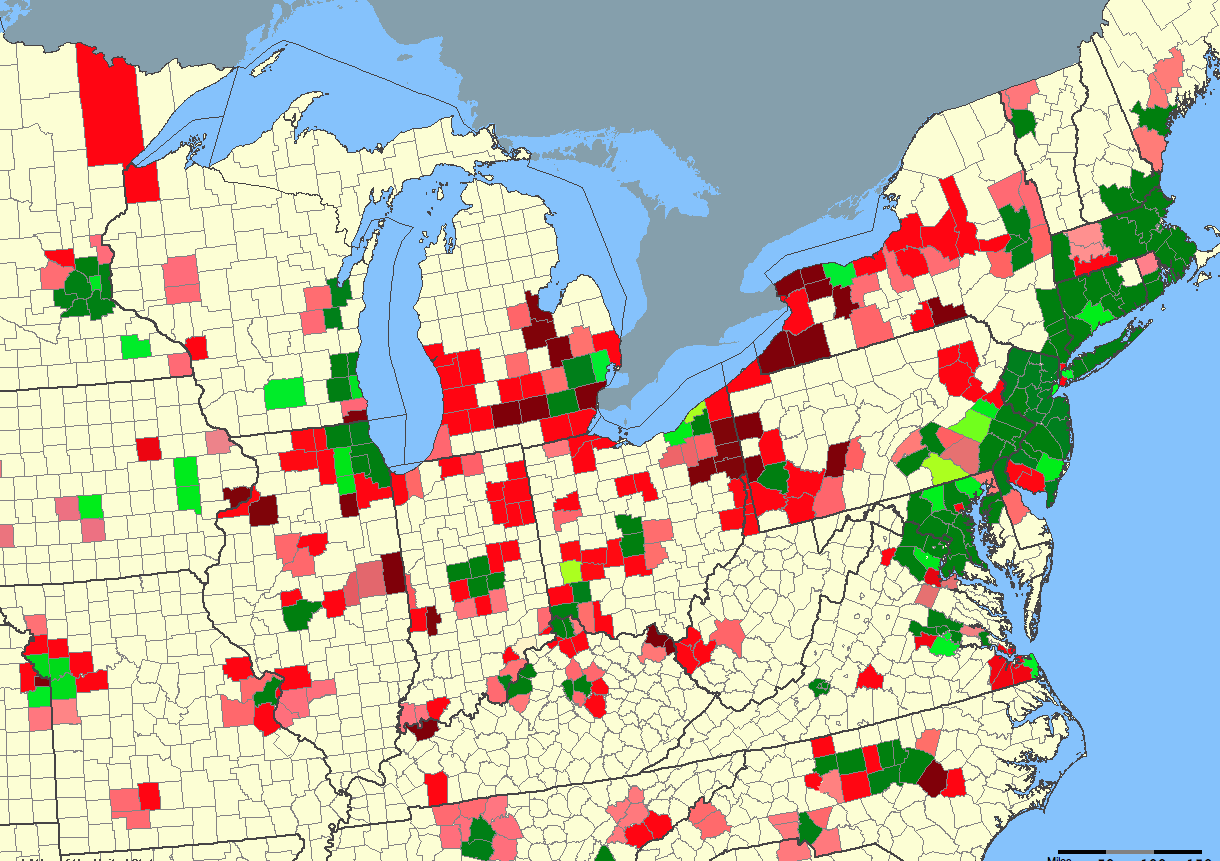
التغير في نصيب الفرد من الدخل الشخصي في المقاطعات الكبرى في الفترة 1980-2002 نسبة إلى متوسط المناطق الحضرية في الولايات المتحدة.

حزام الصدأ هو مصطلح يطلق على المنطقة المتداخلة العليا شمال شرق الولايات المتحدة، البحيرات الكبرى وولايات الغرب الأوسط، مشيرا إلى التدهور الاقتصادي، عدد السكان، واضمحلال المناطق الحضرية بسبب تقلص قوة القطاع الصناعي الذي كان قويا سابقا. اكتسب المصطلح شعبية في الولايات المتحدة في فترة الثمانينات.
يبدأ حزام الصدأ في نيويورك ويتجه إلى الغرب من خلال بنسلفانيا، ولاية فرجينيا الغربية، أوهايو، إنديانا، ثم ينحدر إلى شبه جزيرة ميشيغان، وينتهي في شمال إلينوي وشرق ولاية ويسكونسن. كانت هذه المنطقة معروفة سابقا باسم قلب المنطقة الصناعية الأمريكية، تراجعت الصناعة في المنطقة منذ منتصف القرن 20 بسبب مجموعة متنوعة من العوامل الاقتصادية، مثل نقل التصنيع إلى الغرب، زيادة التشغيل الآلي، وتراجع الولايات المتحدة للصناعات الصلبة والفحم، اتفاقات التجارة الحرة، أو الانضمام إلى منظمة التجارة العالمية، العولمة، والاستعانة بمصادر خارجية من الوظائف من الولايات المتحدة الأمريكية. في حين أن بعض المدن تمكنت من التكيف عن طريق تحويل التركيز نحو الخدمات، إلا أن البعض الآخر لم تحقق نجاحا حيث تشهد تزايد الفقر وانخفاض عدد السكان.
‌